# 長田順行
長田 順行（ながた じゅんこう、本名：木谷順行、1929年4月4日 ‐ 2007年8月31日）は広島県呉市出身の作家、海上自衛官、暗号研究者。日本暗号協会会長（1986年8月～）。

## 経歴
呉第一中学校（現広島県立呉三津田高等学校）を卒業後、1945年に海軍兵学校予科(第78期、昭和20年4月入校)に入校するが、終戦により閉校となる。1954年広島大学文学部哲学科を卒業。1955年防衛庁暗号専門機関に入り、暗号理論の研究及び解読に従事。1965年海上自衛隊暗号専門部隊に転じ、通信保全業務隊司令となり1983年1等海佐で退職した。
1986年8月日本暗号協会を設立し初代会長。暗号に造詣が深く、暗号関係の著作は1964年から刊行しており多数。推理小説と暗号に関する解説書も刊行している。機関誌として「黄金虫」「暗号通信」を発行。ただし日本暗号協会は現在休会中。

## 著作

### 単著
- 1971年12月 9日、『暗号 - 原理とその世界』、ダイヤモンド社 （昭和46年）
- 1974年 7月18日、『暗号の秘密』           、ダイヤモンド社 （昭和48年4月～12月末の『毎日中学生新聞』連載を整理したもの）
- 1976年11月10日、『暗号手帳』             、ベストブック社
- 1979年 8月    、『暗号(増補・決定版)』   、ダイヤモンド社 （355p）
- 1979年12月20日、『推理小説と暗号』       、ダイヤモンド社
- 1982年 4月25日、『暗号の秘密』           、菁柿堂、ISBN 4-7952-7901-2 （第二版）
- 1982年 4月    、『西南の役と暗号』       、菁柿堂、ISBN 4-7952-7902-0
- 1984年 4月20日、『暗号パズル キミはスパイになれるか』、実日新書D-50、実業之日本社
- 1985年 2月28日、『暗号』                 、現代教養文庫1134、社会思想社、ISBN 4-390-11134-5 （旧版『暗号』(ダイヤモンド社)の増補・文庫化、443p）
- 1986年 5月30日、『暗号と推理小説』       、現代教養文庫1176、社会思想社、ISBN 4-390-11176-0 （文庫、226p、旧版の単行本『推理小説と暗号』ダイヤモンド社）
- 1988年11月30日、『ながた暗号塾入門』     、朝日新聞社、ISBN 4-02-255931-4 （1986年～88年の『科学朝日』連載を整理したもの）
- 1989年12月20日、『西南の役と暗号』       、朝日文庫、朝日新聞社、ISBN 4-02-260577-4 （文庫、207p）
- 2017年7月10日、『暗号大全 - 原理とその世界』       、講談社学術文庫2439、講談社、ISBN 978-4-06-292439-9 （旧版『暗号』、443p）

### 編・監修
- 1977年10月10日、レイモンド・ボンド編、長田順行監修、『世界暗号ミステリ傑作選』、イフノベルズ、番町書房、 （8編、乱歩の「暗号記法の種類」を収録）
- 1977年11月10日、レイモンド・ボンド編、長田順行監修、『続 世界暗号ミステリ傑作選』、イフノベルズ、番町書房、 （10編、「踊る人形」やポーの「暗号論」を収録）
- 1979年 2月28日、長田順行編、『秘文字』、社会思想社、（短編小説集、解説を執筆、1983年に軽装版）
- 1986年 7月    、長田順行編、『ワンダー暗号ランド―パズルつき・暗号推理小説傑作選』、講談社文庫、講談社、ISBN 4061837834 （暗号小説集、パズル付）

### 論文等
- 1968年11月、"暗号に関する科学者の業績"、数理科学（別冊数理科学『暗号』、1982年5月15日、サイエンス社に収録）
- 1969年7月、"日本海軍のD暗号に対する審判 ミッドウェー海戦の謎に答える"、海幹校評論　第7巻第四号（内容は「暗号」に収録されたものと同じ）
- 1976年11月、"探偵小説におけるトリックとしての暗号"、別冊数理科学 パズルI、サイエンス社、
- 1977年 8月、"近代暗号への道"、月刊言語 (特集 暗号への招待、1977年、Vol.6　No.9、大修館書店に収録)
- 1979年10月、"シェークスピアの鍵"、別冊数理科学 パズルIII、サイエンス社
- 1980年10月、"暗号の再発見 - 片仮名の生立ち"、別冊数理科学 パズルV、サイエンス社
- 1982年 1月、"明治維新政府の太政官の暗号について"、数理科学（別冊数理科学『暗号』、1982年5月15日、サイエンス社に収録）
- 1986年11月、"日本海軍の暗号はなぜ解読され陸軍の暗号はなぜ解読されなかったか"、太平洋戦史研究部会主催（太平洋学会誌、1987年4月号に収録）
- 1988年 1月、"暗号"の項、フランク・B・ギブニー編『ブリタニカ国際大百科事典』、第2版、TBSブリタニカ